# Gustavo Nery
Gustavo Nery de Sá da Silva (ur. 26 lipca 1981 w Nova Friburgo) – brazylijski piłkarz występujący na pozycji lewego obrońcy. Obecnie występuje w Santo André.

## Kariera klubowa
Gustavo Nery rozpoczął piłkarską karierę w Santosie FC, gdzie grał w latach 1995–1997. Następnym etapem jego kariery była Coritiba, po czym powrócił do Santosu. W 2000 roku zaliczył krótki epizod w Guarani FC. Potem przeszedł do São Paulo, gdzie spędził 4 lata. Z São Paulo zdobył mistrzostwo Stanu São Paulo – Campeonato Paulista w 2002 roku oraz wygrał Turniej Rio-São Paulo w 2001. Z São Paulo przeszedł do Werderu Brema. W Werderze nie zdołał przebić się do składu, czego dowodem są tylko 3 rozegrane mecze Bundeslidze.
Po powrocie do Brazylii został zawodnikiem Corinthians Paulista, z którym świętował mistrzostwo Brazylii 2005. W 2007 spróbował po raz drugi sił w Europie i został wypożyczany do Realu Saragossa, jednak po rozegraniu czterech meczów w La Liga powrócił do Brazylii, gdzie znowu grał w Corinthians. W 2008 roku grał we Fluminense FC, a potem SC Internacional.
Ostatni klubem karierze Gustavo Nery'ego było EC Santo André, w którym występował w latach 2009-2010.

## Kariera reprezentacyjna
Gustavo Nery za sobą występy w reprezentacji Brazylii, w której zadebiutował 8 lipca 2004 w meczu z reprezentacją Chile podczas Copa America 2004. Brazylia wygrała cały turniej, Gustavo Nery ma dzięki temu na koncie tytuł mistrza Ameryki Południowej. Wcześniej, w 2001 roku był członkiem kadry na Puchar Konfederacji. W późniejszych latach sporadycznie grał w barwach canarinhos. Ostatni, dziewiąty raz przeciwko reprezentacji Rosji 1 marca 2006.